# Douglas DC-3
El Douglas DC-3 es un avión que revolucionó el transporte de pasajeros en los 30 y 40 del siglo XX. Fue desarrollado por un grupo de ingenieros, encabezados por Arthur E. Raymond, y voló por primera vez en 1935. Su diseño fue tan avanzado a su época, que aún hoy día, 90 años después de su primer vuelo, se encuentra operando en todas las partes del mundo.

## Diseño y desarrollo

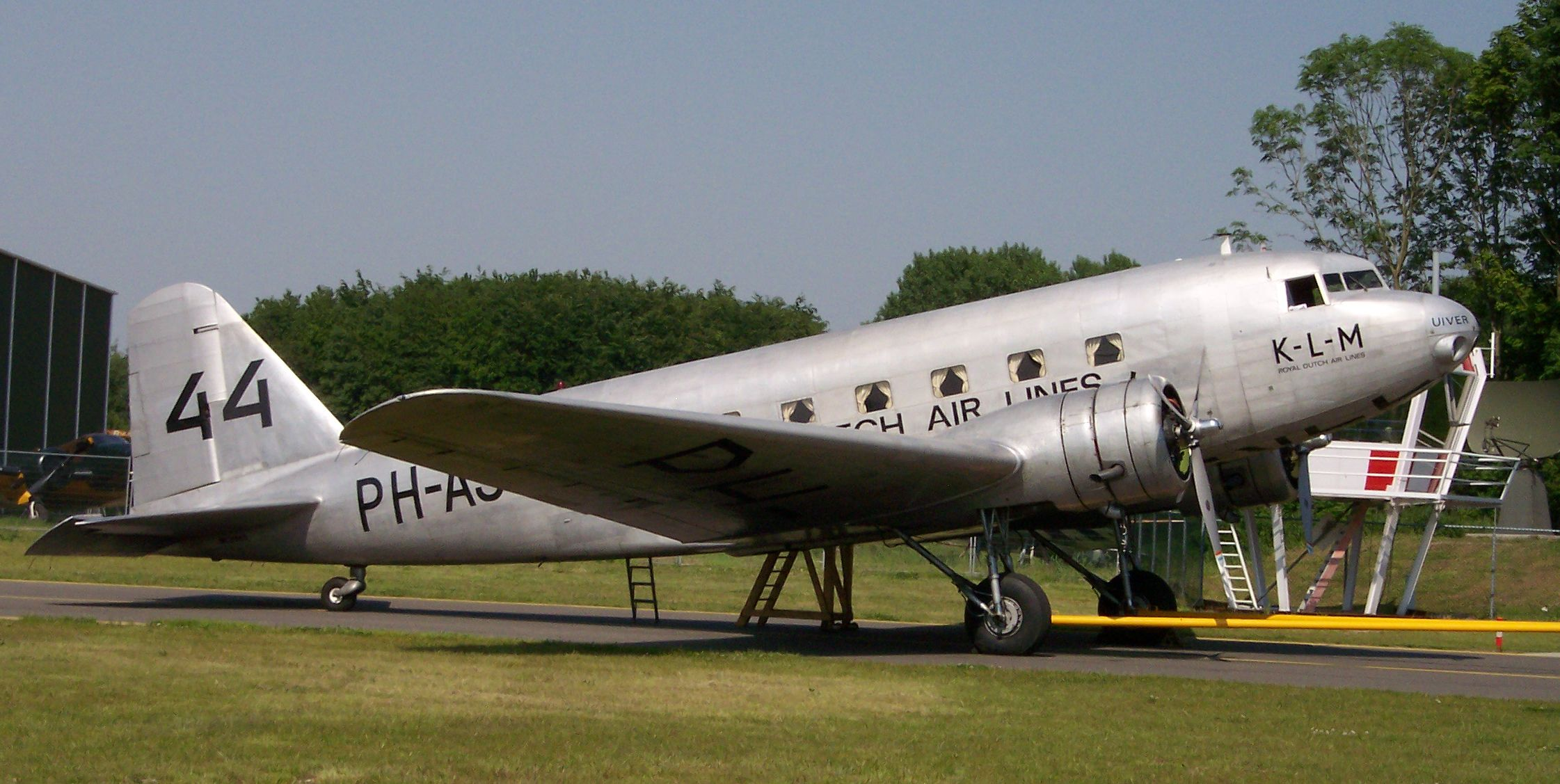
Douglas DC-2.

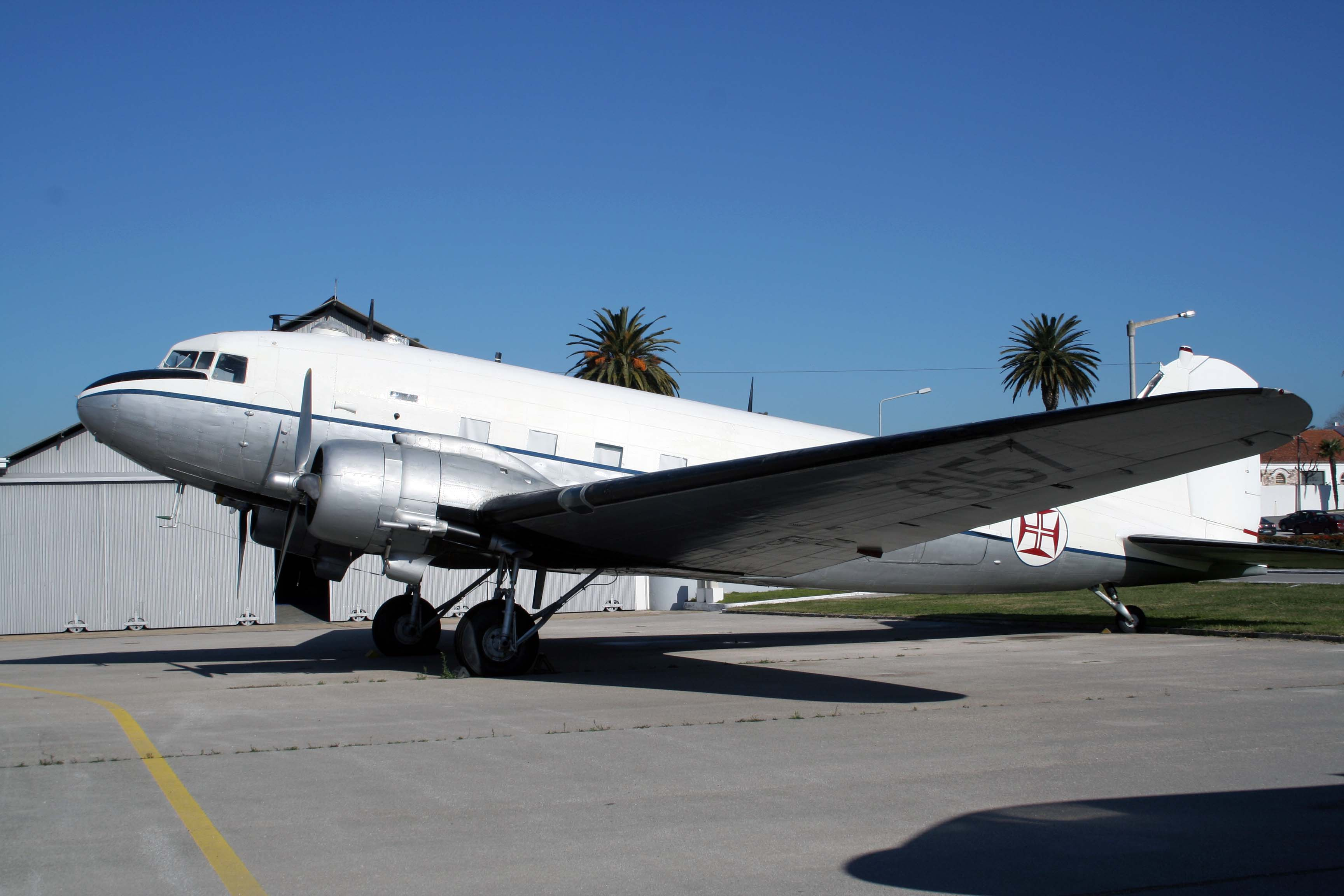
Douglas C-47, versión militar del DC-3.

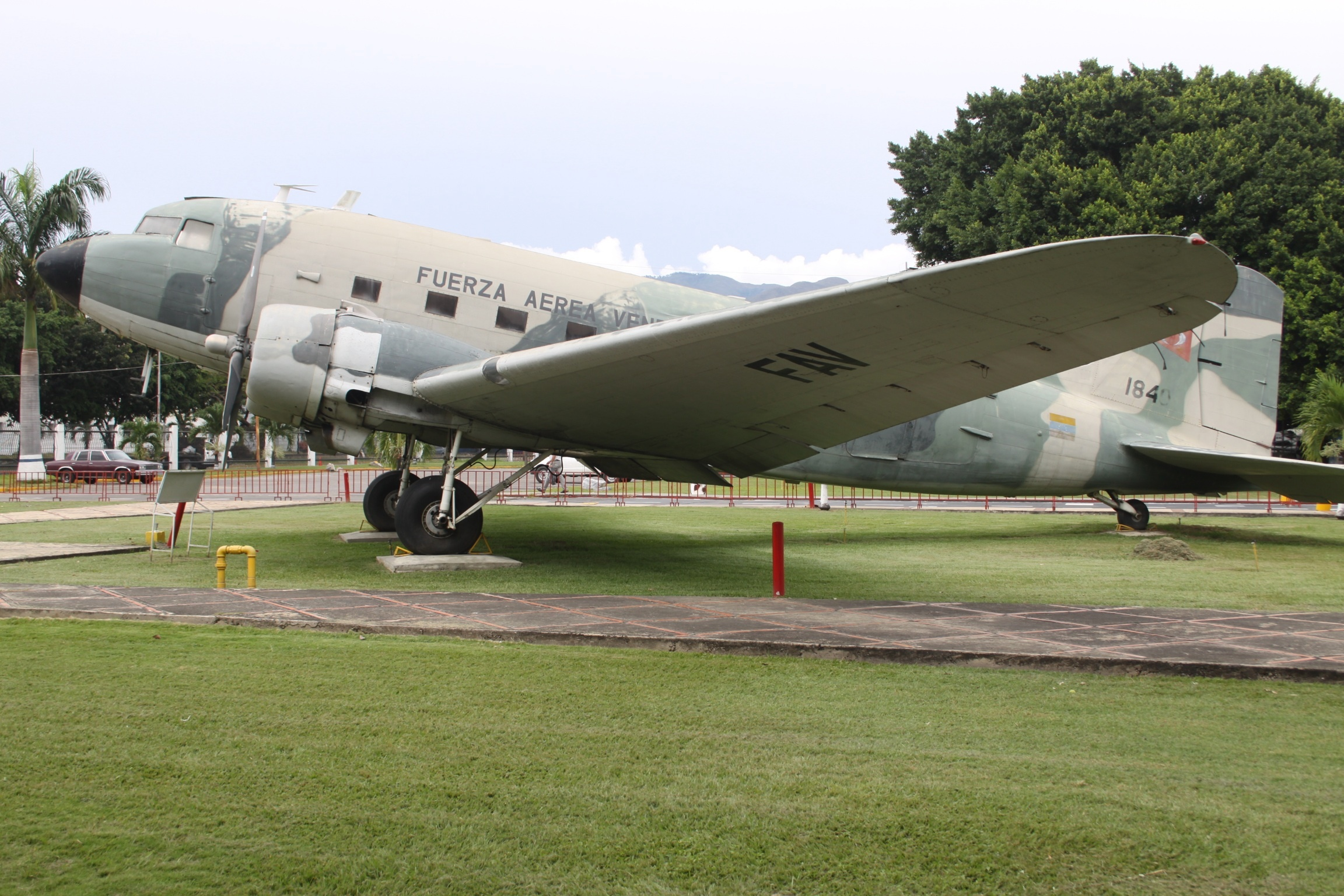
Douglas C-47A Skytrain en el Museo Aeronáutico de Maracay, Venezuela.

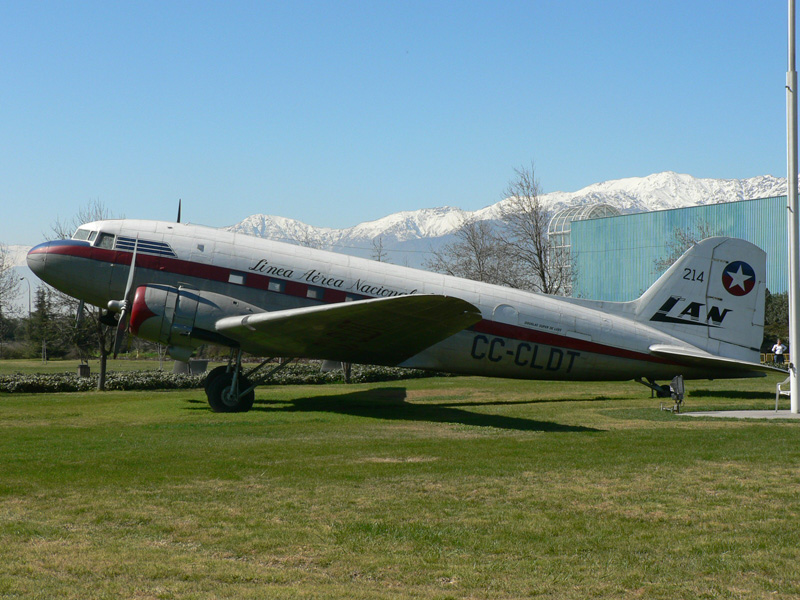
Un Douglas DC-3, adquirido por LAN Chile en 1946.

Su desarrollo nació en gran parte por la competencia que representó la aparición del Boeing 247, un avión con características similares, hacia 1933. Sin embargo, las prestaciones que ofrecía el Douglas DC-3 le hicieron merecedor del lugar que ocupa en la Historia.
El primer paso en el camino a lo que llegaría a ser el más famoso aparato de transporte de la aviación comercial, se inició a partir de la necesidad, por parte de TWA, de dar una respuesta al Boeing 247, operado por United, con unas prestaciones desconocidas hasta entonces: 150 nudos (280 km/h) de velocidad de crucero, y soluciones de diseño inéditas hasta el momento, como el tren de aterrizaje totalmente retráctil, construcción monocasco enteramente metálica y ala cantiléver (no arriostrada). Sin embargo, su capacidad limitada a 10 pasajeros fue el argumento definitivo para que Douglas aceptase el reto de la TWA.
El resultado del primer proyecto fue el DC-1 (Douglas Commercial-1), para 12 pasajeros, del que se construyó un único ejemplar que voló en julio de 1933. Después de una amplia carrera de siete años con varios operadores, siendo el último de ellos Iberia, resultó severamente dañado en un aterrizaje forzoso en Málaga (España), en 1940, no siendo reparado por las circunstancias de la época en el país.
A la vista del diseño tan logrado del aparato, TWA encargó un lote de 20 ejemplares equipados con motores de 900 hp en lugar de los de 700 hp del DC-1, lo que le permitía llevar 14 viajeros. Aparte de esto, el avión era prácticamente el mismo, y se construyeron 200 unidades. Fue denominado DC-2.
En este momento intervino American Airlines, que operaba un servicio nocturno transcontinental, con literas, con el Curtiss T-32 Condor II. Hizo una oferta a Douglas para sustituirlo por un aparato de literas más rápido. El resultado fue un DC-2 de fuselaje ensanchado, de más envergadura y con motores más potentes, llamado DST (Douglas Sleeper Transport). Este fue el verdadero origen del DC-3, que fue el nombre que se dio a una versión diurna para rutas más cortas, con capacidad para 21 pasajeros. Esta capacidad fue la que lanzó al DC-3 a la conquista definitiva del transporte aéreo de pasajeros (anteriormente habían existido en Europa algunos aparatos con mayor capacidad, pero con velocidades de crucero de 90 nudos como máximo y alcances menores).
La compañía Douglas vendió 400 de estos aviones a las principales compañías de aviación de la época, y rápidamente desplazaron al tren en los viajes de larga distancia dentro de los Estados Unidos. 
Con este avión, Douglas intentó comenzar una nueva etapa dentro de la aviación civil, ofreciendo niveles de comodidad nunca antes experimentados por los viajeros, acostumbrados a un ambiente menos cómodo, ruidoso, de difícil acceso y en los que pocas veces se podía conciliar el sueño. Sin embargo, muchos de estos viajes de lujo fueron desapareciendo conforme las aerolíneas no pudieron costear el ofrecer dichas comodidades. No obstante, la sensación de seguridad, la quietud de la estructura y las condiciones de vuelo propias del aparato distaban mucho de los aviones convencionales de la época, otorgando confianza a sus ocupantes. Esto significa que gracias a su velocidad, mantenimiento, alcance y prestaciones, el DC-3 fue el primer avión civil comercial de éxito para sus operadores sin tener que sacrificar la comodidad de sus pasajeros.
Durante la Segunda Guerra Mundial, muchos de estos aviones fueron reconvertidos para su uso militar y se construyeron además miles de unidades de variantes de este avión con suelo reforzado y puerta de carga mucho mayor, denominadas C-47, C-53 y R4D. El nombre más popular que se le aplicó, entre otros muchos, fue el de Dakota. Las fuerzas armadas de muchos países lo utilizaron para el transporte de tropas, de carga o como aviones enfermería. Se produjeron unas 11 000 unidades en Estados Unidos, además de muchas más bajo licencia, como el L2D japonés producido por Showa Aircraft Industry, con cerca de 500 unidades, y la versión soviética, el Lisunov Li-2, con unas 5000 unidades construidas. 
Tras la contienda, miles de estos aviones fueron reconvertidos para su uso civil y convirtieron al DC-3 en el material estándar durante muchos años de todas las compañías de aviación del mundo.
Entre muchas curiosidades, se encuentra el que sea el único avión de tren retráctil en el mundo capaz de aterrizar con sus ruedas dentro sin dañar las superficies o las hélices. Esto se debe a que cuando se retrae el tren, parte de las ruedas sobresalen unas 15 pulgadas, ya que tiene (como muchos aviones de la época) sus unidades principales alojadas en un compartimiento inferior del carenado de los motores. Si al presentarse un fallo hidráulico, las unidades principales no descendían de su posición, era posible de todos modos hacer contacto con ellas, si se podía apagar los motores y dejar las hélices detenidas en una posición de "Y" invertida. De esta manera se podía aterrizar de forma segura, sin dañar los motores ni exponer el fuselaje.
Otro hecho curioso es que a partir de la invención del motor a reacción, de la llegada del jet, y de la introducción posterior de los motores turbohélice, surgieron diversos tipos de aeronaves con la misión de reemplazar al DC-3 como principal caballo de batalla de las aerolíneas comerciales, del transporte de carga y correo y de la entonces joven aviación corporativa (de empresa). Todo ello impulsado también por la sustitución de los motores radiales como principales motorizaciones para los aviones, ya que se empezó a disponer de opciones más potentes y fiables, como las turbinas, o más rentables y con menor consumo de combustible. Sin embargo, y a pesar de las ventajas que presentaban las nuevas versiones para el transporte aéreo masivo, muchas desaparecieron en el olvido de la historia bajo distintas circunstancias, mientras que el Douglas DC-3 continúa aún volando en algunos países, e incluso existen versiones remotorizadas a turbohélice como es el Basler BT-67. Este hecho lo convierte, para muchos, en el mejor avión que haya visto el siglo XX, ya que a pesar de todo, ha volado ya más de 80 años en todos los lugares del mundo, siendo un icono de los tiempos pasados y presentes de la aviación.

### Seguridad y características

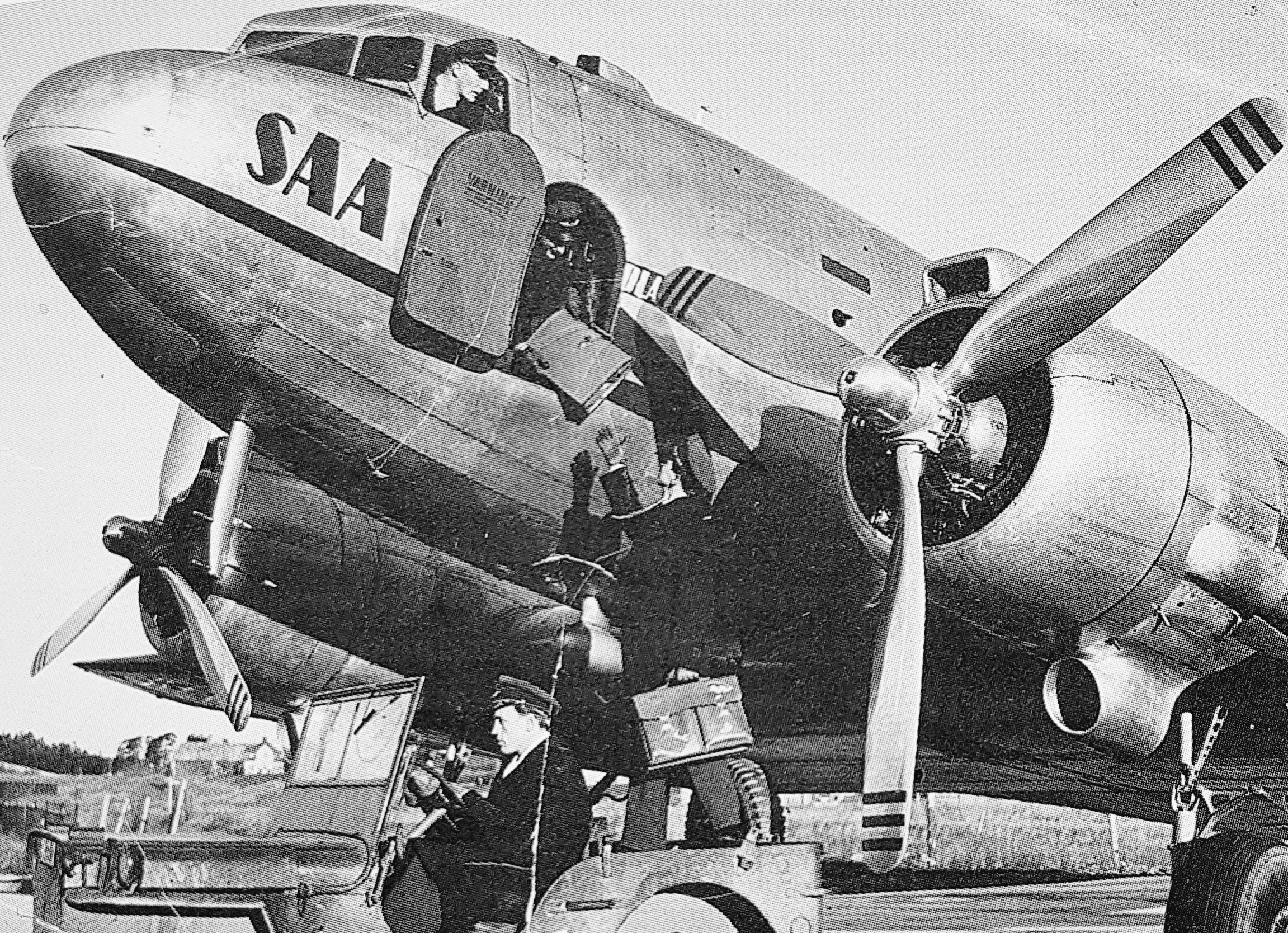
DC-3 de Skandinaviska Aero (SAA).

- Sistema feather o de abanderamiento (detiene el giro de las hélices para que no transmitan movimiento y resistencia a los cilindros, cuando el motor se encuentra apagado).
- Operación del tren de aterrizaje y flaps mediante sistemas hidráulicos.
- Único avión capaz de aterrizar con su tren de aterrizaje plegado, sin recibir daños significativos.
- Tenía un asegurador de la rueda de cola para garantizar despegues rectos.
- Estaba equipado con calentadores para cada carburador, para prevenir el enfriamiento extremo del aire, y flaps de regulación de temperatura de las culatas, según las condiciones de altitud.
- Contaba con sistemas avanzados para la época, para el control automático de vuelo (piloto automático), así como fijador de rumbo (el piloto podía hacer girar el avión a un rumbo específico sin usar la columna de dirección) y compensador, que permitía mantener el morro del avión en un ángulo específico respecto al horizonte (attitude and pitch holder).
- Estaba a la vanguardia de la radionavegación, con sistemas ADF y VOR.

### Producción
La producción total de todas las variantes fue de 16 079 unidades. Más de 400 permanecían en servicio comercial en 1998. La producción se distribuye como sigue:
- 607, de las variantes civiles del DC-3.
- 10 048, de los derivados militares C-47 y C-53, construidos en Santa Mónica (California), Long Beach, California, y Oklahoma City.
- 4937, construidos bajo licencia en la Unión Soviética (1939-1950), como Lisunov Li-2 (designación OTAN: Cab).
- 487, aviones equipados con el motor Mitsubishi Kinsei, construidos por Showa y Nakajima en Japón (1939-1945), como L2D Transporte Tipo 0 (nombre en clave aliado: Tabby).

La producción de los DC-3 civiles finalizó en 1942. Las versiones militares fueron producidas hasta el final de la guerra en 1945. Un mayor y más potente Super DC-3 fue lanzado en 1949. Sin embargo, el mercado civil estaba inundado de C-47 de segunda mano, muchos de los cuales fueron convertidos a versiones de pasajeros y carga. Sólo fueron construidos cinco Super DC-3, y tres de ellos fueron entregados para su uso civil. El prototipo del Super DC-3 entró en servicio con la Armada de los Estados Unidos con la designación YC-129, junto con 100 R4D que habían sido mejorados a la especificación del Super DC-3.
El Clipper Tabitha May, un DC-3 con número de serie 34378 había operado principalmente en manos privadas con breves períodos en el turismo, antes de convertirse en el último DC-3 en volar en el servicio regular de pasajeros en los Estados Unidos. Fue puesto a la venta en 2003 y permaneció así hasta que PMDG Flight Operations la adquirió en 2011 con el propósito específico de restaurarlo para el vuelo. Repintado y reconvertido en un avión de pasajeros a la vieja usanza, realiza exhibiciones periódicamente.

### Conversiones turbohélice

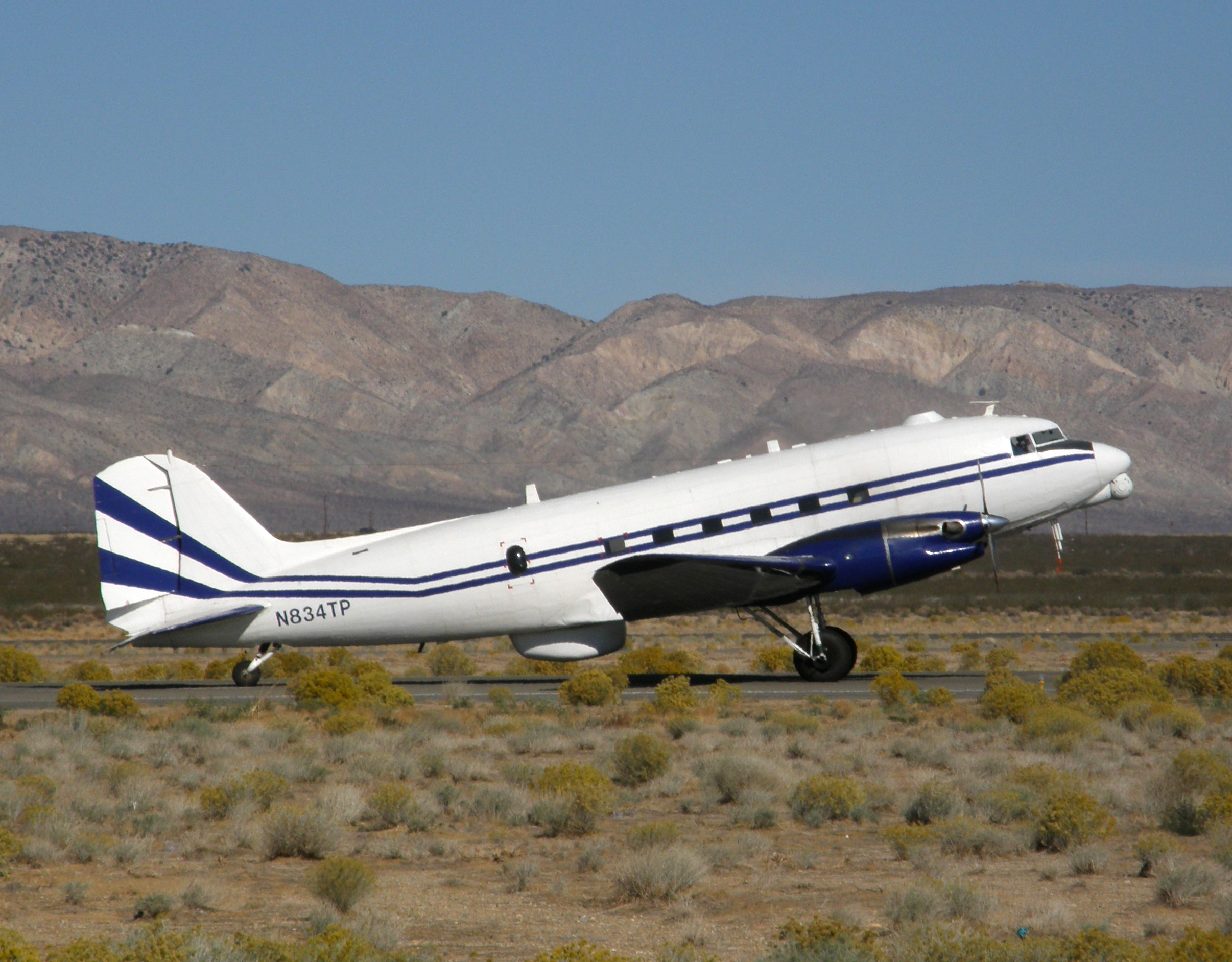
Un C-47–65ARTP de BSAS remotorizado con dos motores Pratt & Whitney Canada PT6-65AR, anteriormente operado por la National Test Pilot School.

Desde principios de los años 50, algunos DC-3 fueron modificados para usar motores Rolls-Royce Dart, como el Conroy Turbo Three. Otras conversiones presentaron turbinas Armstrong Siddeley Mamba y Pratt & Whitney PT6A. El Greenwich Aircraft Corp DC-3-TP es una conversión con el fuselaje extendido y equipado con motores Pratt & Whitney Canada PT6A-65AR o PT6A-67R.
El Basler BT-67 es una conversión de DC-3/C-47. Basler reforma C-47 y DC-3 en Oshkosh, Wisconsin, equipándolos con motores turbohélice Pratt & Whitney Canada PT6A-67R, alargando el fuselaje 100 cm mediante una sección postiza instalada por delante del ala, y reforzando la estructura en áreas seleccionadas. El alargamiento del fuselaje es indispensable pues los motores P&W son más livianos, por lo que desplazan el centro de gravedad del avión. Con esta modificación, el DC-3 gana un 35 por ciento de volumen interno, hasta los 347 metros cúbicos, y es capaz de transportar hasta 5 Tm, un 43 por ciento más. Otro “efecto” de los nuevos motores es una velocidad de crucero de 210 nudos.
BSAS International en Sudáfrica, es otra compañía capaz de realizar conversiones de DC-3 al turbohélice Pratt & Whitney PT6. Han sido modificados más de 50 DC-3/C-47/65ARTP/67RTP/67FTP.
Conroy Aircraft también realizó una conversión trimotor con Pratt & Whitney Canada PT6, llamada Conroy Tri-Turbo-Three.

### Douglas AC-47 Spooky
El Douglas AC-47 Spooky fue el primero de una serie de aviones artillados desarrollado por la Fuerza Aérea de Estados Unidos durante la guerra de Vietnam. Se estimó que se necesitaba más poder de fuego que el proporcionado por las aeronaves de ataque ligeras o medianas, en algunas situaciones en que las fuerzas de tierra pedían apoyo aéreo.

## Variantes

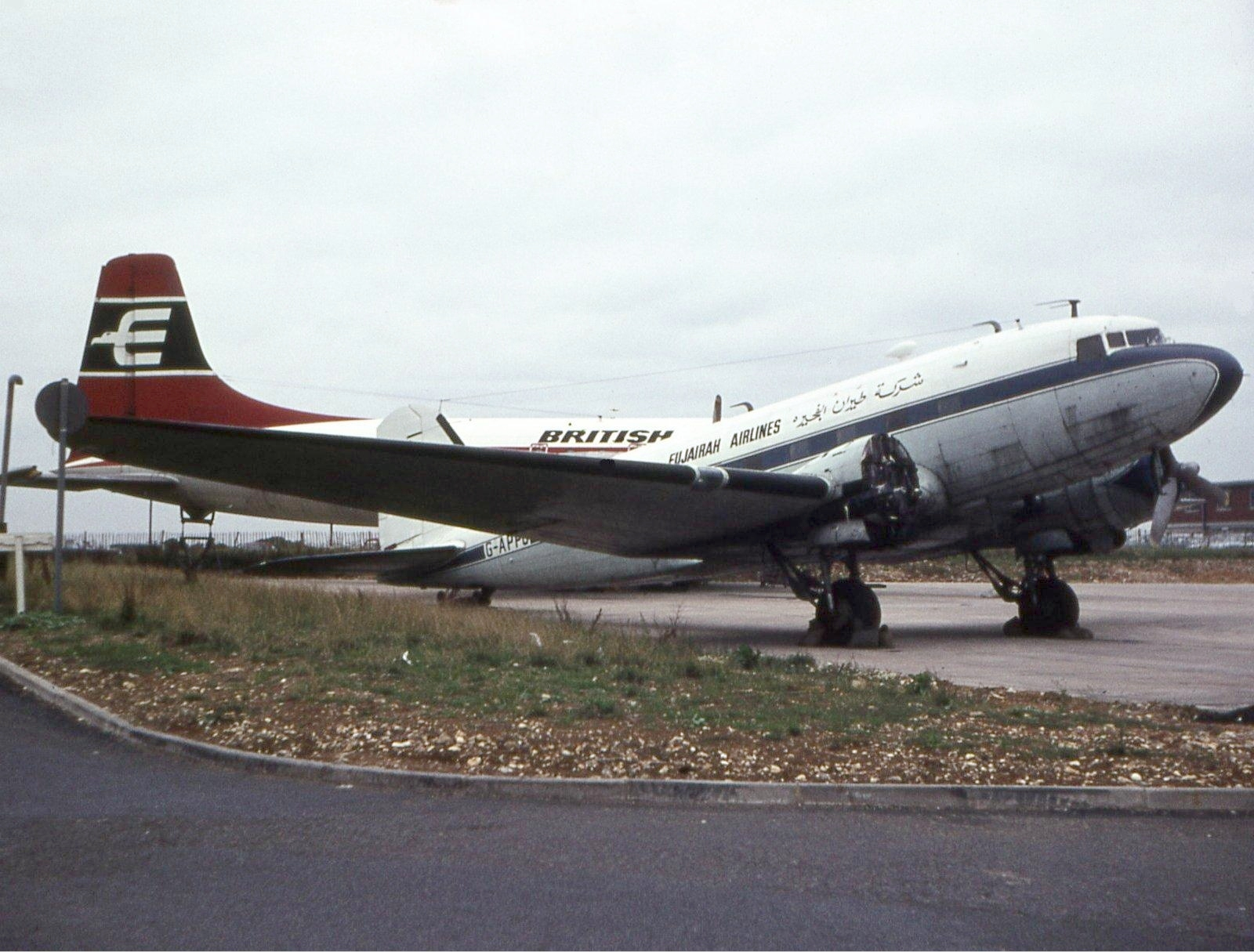
DC-3 de Fujairah Airlines a finales de los años 60.

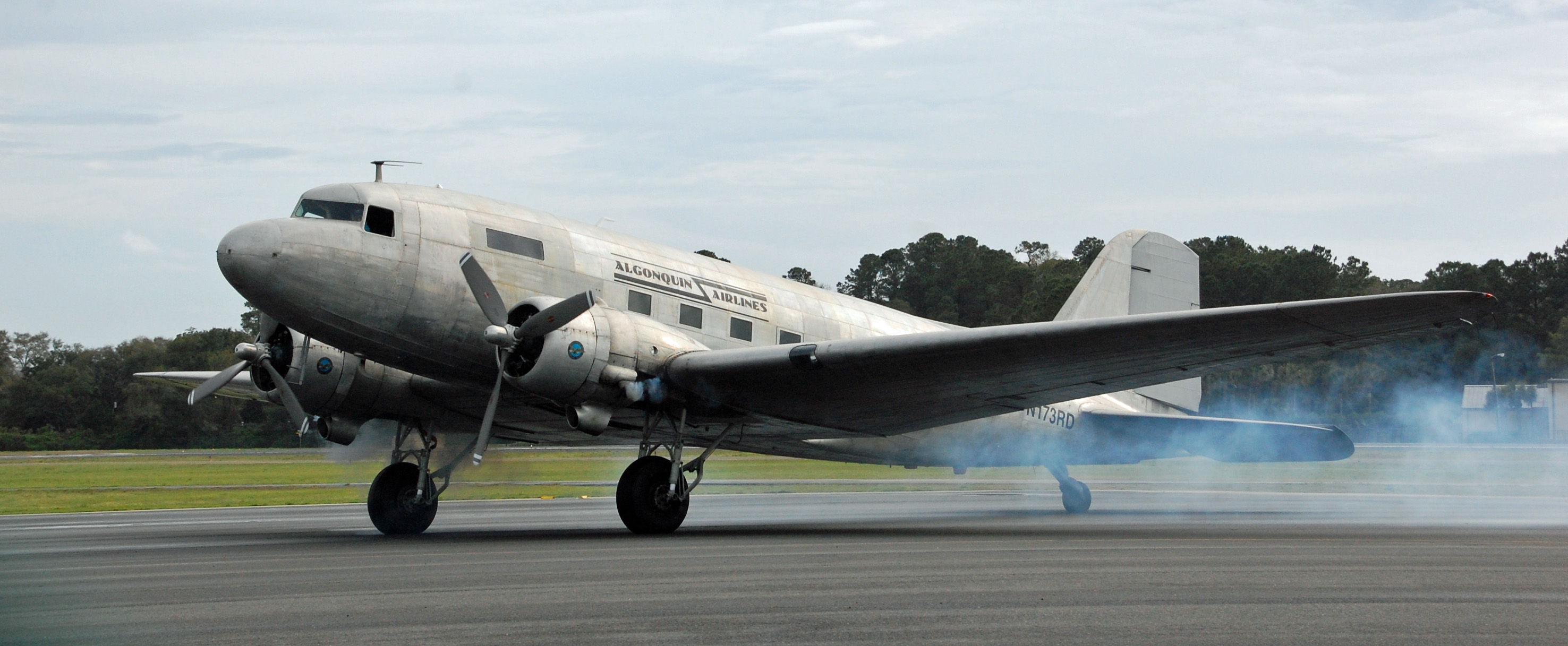
Un Douglas DC-3C arrancando motores.

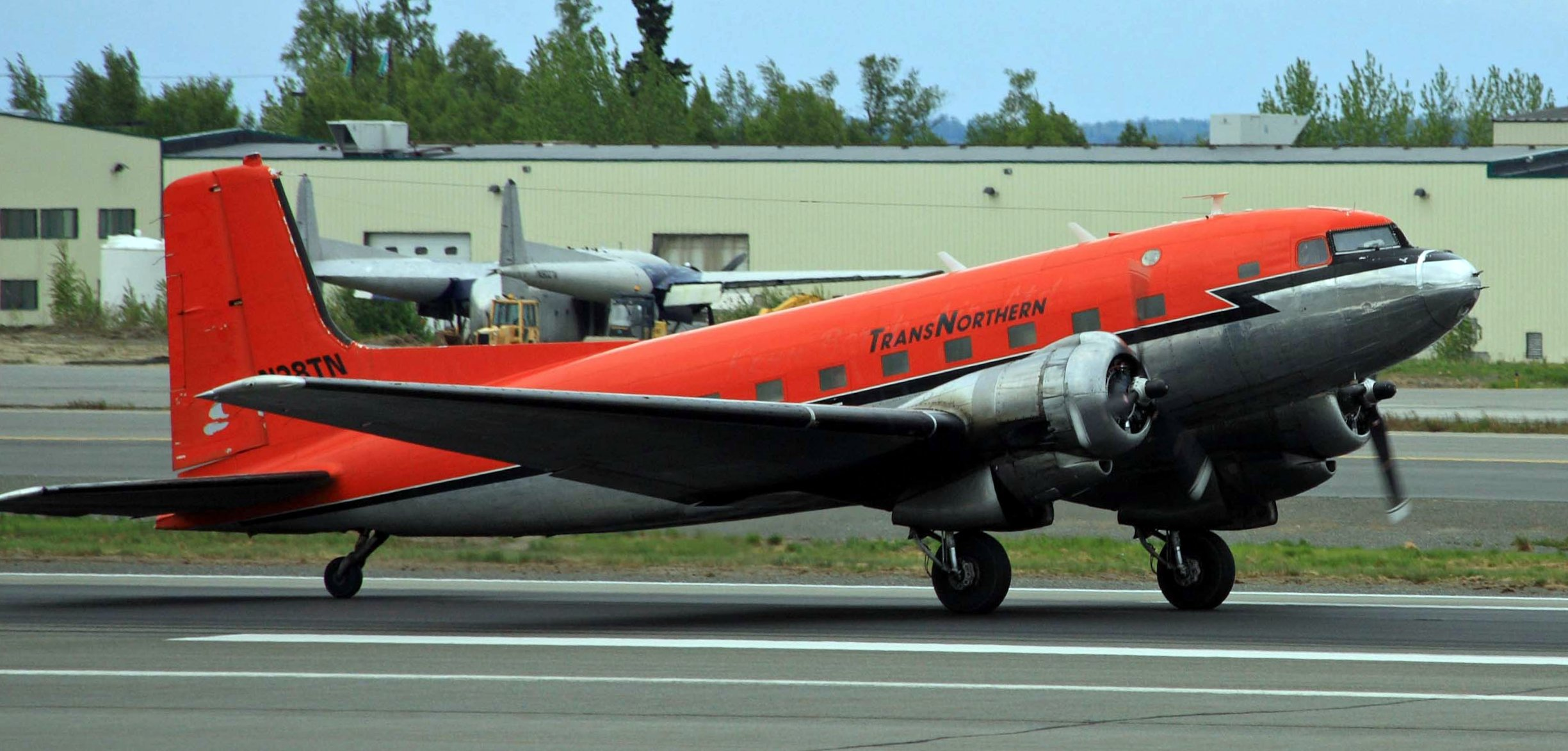
Super DC-3 (C-117D) de TransNorthern, aterrizando en Anchorage, Alaska, en 2011.

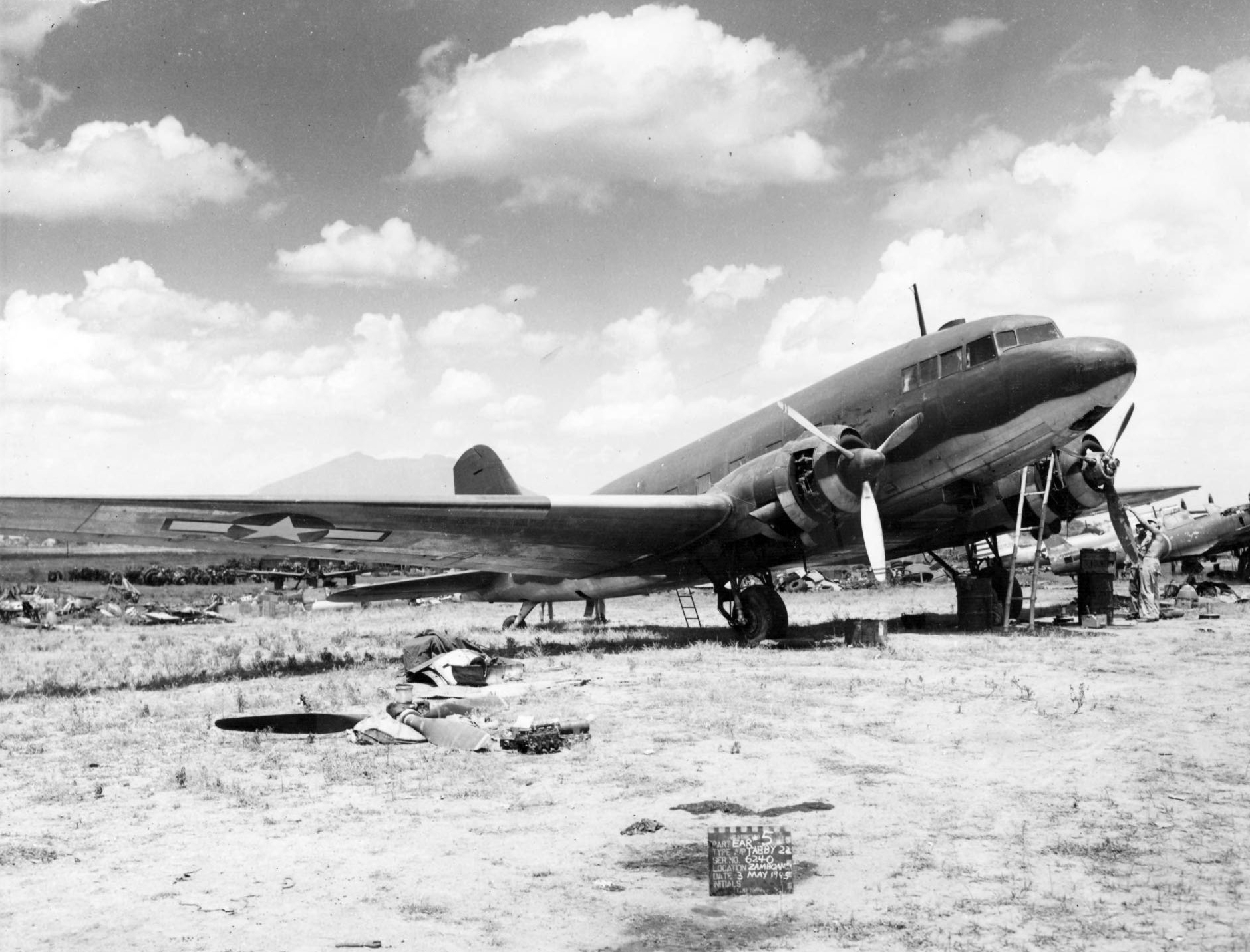
Un Nakajima L2D con colores estadounidenses, capturado en Mindanao y luego transferido a Clark Field, Filipinas, mayo de 1945.

DST, DST-A
Douglas Sleeper Transport, la variante inicial con dos Wright R-1820 Cyclone, acomodación estándar de hasta 16 literas, con pequeñas ventanas superiores, convertible para acomodar hasta 24 pasajeros de día. Certificado de Tipo ATC607. El DST-A fue una versión de literas similar, con motores Pratt & Whitney R-1830, ATC647.
DC-3
Derivado del DST, con 21 asientos para pasajeros de día, motores Wright R-1820 Cyclone, sin literas ni ventanas superiores. Certificado de Tipo ATC 618.
DC-3A
Como el DC-3, pero con motores Pratt & Whitney R-1830-21 de 895 kW (1200 hp). Certificado de Tipo ATC 619.
DC-3B
Versión del DC-3 con dos motores Wright R-1820 Cyclone para la TWA, cabina delantera convertible a literas de menor tamaño, con menos ventanas superiores que el DST. Certificado de Tipo ATC 635.
DC-3C
Designación dada a los C-47, C-53 y R4D exmilitares, reconstruidos por Douglas Aircraft en 1946, dándoseles nuevos números de fabricante y vendidos en el mercado civil, motores Pratt & Whitney R-1830. Certificado de Tipo ATC 669.
DC-3D
Designación dada a 28 aviones nuevos completados por Douglas en 1946, con componentes sin usar de la línea de producción del cancelado C-117 de las USAAF. Motores Pratt & Whitney R-1830. Certificado de Tipo ATC 669.
DC-3S
Super DC-3, era un DC-3 rediseñado sustancialmente con el fuselaje alargado una cuaderna, parte exterior de las alas con nueva forma y distintiva cola alta y cuadrada, y equipado con los más potentes motores Wright R-1820 Cyclone o Pratt & Whitney R-2000. Se completaron cinco por Douglas para uso civil, a partir de fuselajes excedentes de segunda mano existentes. Tres Super DC-3 fueron operados por Capital Airlines en 1950-1952. La designación también se usó para algunos de los 100 R4D que habían sido convertidos por Douglas a su estándar para la Armada de los Estados Unidos como R4D-8 (más tarde designados C-117D), todos equipados con motores más potentes Wright R-1820 Cyclone, entrando algunos de ellos en uso civil tras su retiro del servicio militar.
LXD1
Un único DC-3 suministrado para evaluación al Servicio Aéreo de la Armada Imperial Japonesa.
C-41, C-41A
El Douglas C-41 fue un único derivado VIP del DC-3 (número 38-502), suministrado bajo el contrato AC11137 de los C-39 derivados del más estrecho DC-2, pero equipado con dos motores radiales Pratt & Whitney R-1830-21 de 895 kW (1200 hp). Para uso por el Jefe del Cuerpo Aéreo Westover (más tarde usado por el general de las USAAF Hap Arnold). El Douglas C-41A fue un único derivado VIP del DC-3A (número 40-070), suministrado en septiembre de 1939, equipado con dos motores radiales Pratt & Whitney R-1830-21 de 895 kW (1200 hp), usado por el Secretario de Guerra. La cabina delantera fue convertida a configuración de literas con ventanas superiores, similar al DC-3B.
C-48
Un DC-3A requisado a United Air Lines.
C-48A
Tres DC-3A requisados con interiores de 18 asientos.
C-48B
Dieciséis DST-A requisados a United Air Lines, con interiores para 16 literas, usados como ambulancias aéreas.
C-48C
Dieciséis DC-3A requisados, con interiores de 21 asientos.
C-49
Varios modelos de DC-3 y DST, requisados para el servicio como C-49, C-49A, C-49B, C-49C, C-49D, C-49E, C-49F, C-49G, C-49H, C-49J y C-49K.
C-50
Varios modelos de DC-3, 14 requisados como C-50, C-50A, C-50B, C-50C y C-50D.
C-51
Un avión ordenado por Canadian Colonial Airlines, requisado para el servicio, tenía puerta en el lado de estribor.
C-52
Aviones DC-3A con motores R-1830, cinco requisados como C-52, C-52A, C-52B, C-52C y C-52D.
C-68
Dos DC-3A requisados con interior de 21 asientos.
C-84
Un avión DC-3B requisado.
R4D-2
Dos DC-3 requisados a Eastern Air Lines para el servicio en la Armada de los Estados Unidos como transportes VIP, más tarde designados R4D-2F y más tarde R4D-2Z.
R4D-4
Diez DC-3 requisados para la Armada de los Estados Unidos.
R4D-4R
Siete DC-3 requisados como transportes de personal para la Armada de los Estados Unidos.
R4D-4Q
Versión de contramedidas radar del R4D-4 para la Armada de los Estados Unidos.
Dakota II
Designación de la RAF para los DC-3 requisados.

### Conversiones

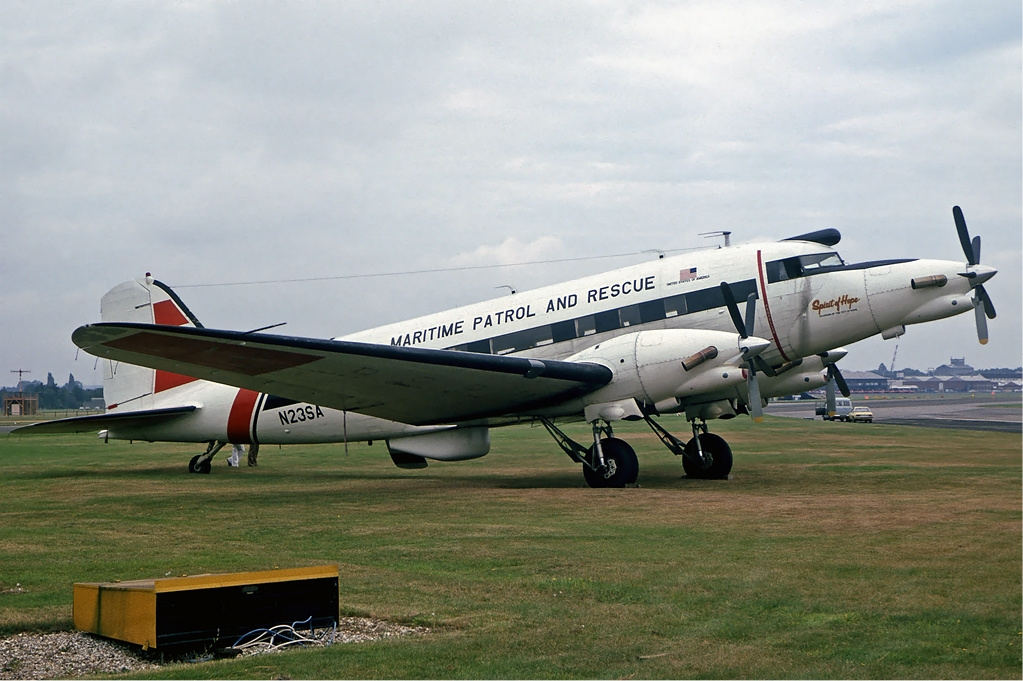
El único ejemplar del Conroy Tri-Turbo-Three en el Farnborough Airshow de 1978. Este avión prestó servicio tanto en el Ártico como en la Antártida.

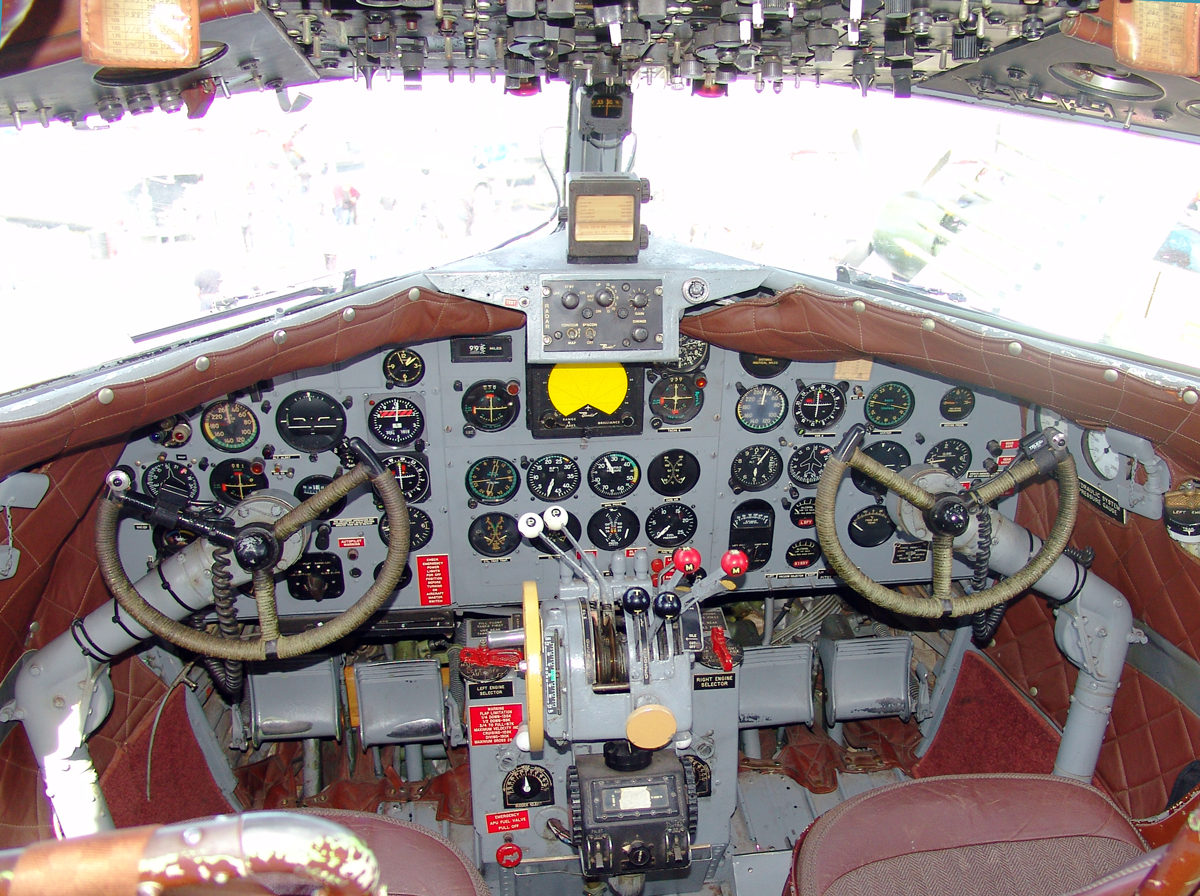
Cabina de mando del DC-3 operado por la Administración de Aviación de Estados Unidos. Este avión se usaba para verificar la operación de estaciones de radio navegación (VOR & NDB) que delinean las rutas aéreas federales.

Airtech DC-3/2000
Conversión de motores de DC-3/C-47 realizada por Airtech Canada, ofrecida en la primera de 1987. Equipado con dos motores radiales PZL ASz-62IT.
Basler BT-67
Conversión de DC-3/C-47 con fuselaje ensanchado, estructura reforzada, aviónica moderna, y equipado con dos Pratt & Whitney Canada PT-6A-67R.
BSAS C-47TP Turbo Dakota
Una conversión sudafricana de C-47 para la Fuerza Aérea Sudafricana, por Braddick Specialised Air Services, con dos motores turbohélice Pratt & Whitney Canada PT6A-65R, sistemas revisados, fuselaje ensanchado y aviónica moderna.
Conroy Turbo Three
Un DC-3/C-47 convertido por Conroy Aircraft, con dos motores turbohélice Rolls-Royce Dart Mk. 510.
Conroy Super-Turbo-Three
Igual que el Turbo Three, pero convertido desde un Super DC-3. Uno convertido.
Conroy Tri-Turbo-Three
Un DC-3/C-47 convertido por Conroy Aircraft con tres turbohélice Pratt & Whitney Canada PT-6A.
Greenwich Aircraft Corp Turbo Dakota DC-3
Conversión de DC-3/C-47 con fuselaje ensanchado, centro del ala reforzado y sistemas actualizados; y equipado con dos motores turbohélice Pratt & Whitney Canada PT6A-65AR.
Ts-62
Fuselaje construido por Douglas, equipado con motores radiales rusos Shvetsov ASh-62IR, tras la Segunda Guerra Mundial, debido a la escasez de motores estadounidenses en la Unión Soviética.
Ts-82
Similar al Ts-62, pero con motores radiales Shvetsov ASh-82FN de 1650 hp.
USAC DC-3 Turbo Express
Una conversión turbohélice por United States Aircraft Corporation, equipado con motores Pratt & Whitney Canada PT6A-45R con un fuselaje delantero extendido para mantener el centro de gravedad. El primer vuelo del prototipo de conversión (N300TX) fue el 29 de julio de 1982.

### Derivados militares y foráneos
Douglas C-47
Variante del DC-3A de producción militar.
Showa/Nakajima L2D
487 DC-3 y derivados construidos bajo licencia para el Servicio Aéreo de la Armada Imperial Japonesa.
Lisunov Li-2/PS-84
4937 derivados del DC-3 bajo licencia, en la Unión Soviética.

## Accidentes e incidentes
- El 9 de marzo de 2019, un Douglas DC-3 de la aerolínea colombiana Láser sufrió un fallo en uno de los motores, mientras cubría la ruta San José del Guaviare-Villavicencio. Después de informar de la emergencia, fue conducido por los controladores hacia la pista más cercana. Sin embargo, la aeronave perdió comunicación y posteriormente fue encontrada en la vereda La Bendición del municipio de San Carlos de Guaroa. El accidente fue fatal y se cobró la vida de 12 personas, 9 pasajeros y 3 tripulantes.[21]

- El 26 de agosto de 2020, un Douglas DC-3D, propiedad de Aliansa, matrícula HK-2006, sufrió una salida de pista durante el aterrizaje en el Aeropuerto Jorge Enrique González Torres, en Colombia.[22]

## En la cultura popular
- En el episodio de Los Backyardigans "Los titulares del día", aparece un DC-3 en el aeropuerto de Grandópolis.

- En el especial de Thomas y sus amigos "Llamando a todas las locomotoras", aparecen varios DC-3 en el aeropuerto de Sodor.

- Algunos DC-3 pueden ser vistos en la película Red Tails.

## Especificaciones (DC-3A)

### Características generales
- Tripulación: Tres
- Capacidad: 21 a 32 pasajeros
- Longitud: 19,7 m (64,6 ft)
- Envergadura: 29 m (95,1 ft)
- Altura: 5,2 m (16,9 ft)
- Superficie alar: 91,7 m² (987,1 ft²)
- Perfil alar: NACA2215/NACA2206
- Peso vacío: 7650 kg (16 860,6 lb)
- Peso cargado: 11 430 kg (25 191,7 lb)
- Peso útil: 4500 kg aprox.
- Peso máximo al despegue: 11 800 kg (26 007,2 lb)
- Planta motriz: 2× motor radial de 14 cilindros en doble estrella refrigerado por aire Pratt & Whitney R-1830-92 Twin Wasp.
  - Potencia: 895 kW (1234 HP; 1217 CV) cada uno.
- Hélices: Hamilton Standard tripala de paso variable y velocidad constante
- Diámetro de la hélice: 3,5 m

### Rendimiento
- Velocidad máxima operativa (Vno): 370 km/h (230 MPH; 200 kt) a 2590 m
- Velocidad crucero (Vc): 333,1 km/h (207 MPH; 180 kt)
- Velocidad de entrada en pérdida (Vs): 107,8 km/h (67 MPH; 58 kt)
- Alcance: 2093 km (1130 nmi; 1300 mi) (máximo de combustible, carga de 1587,6 kg)
- Techo de vuelo: 7071 m (23 200 ft)
- Régimen de ascenso: 5,7 m/s (1130 ft/min)
- Carga alar: 125 kg/m² (25,6 lb/ft²)
- Potencia/peso: 156,5 W/kg (0,0952 hp/lb)

## Aeronaves relacionadas

### Desarrollos relacionados
- Basler BT-67
- Douglas C-47 Skytrain
- Douglas AC-47 Spooky
- Showa/Nakajima L2D
- Lisunov Li-2

### Aeronaves similares
- Junkers Ju 52
- Focke-Wulf Fw 206
- Boeing 247
- Curtiss-Wright C-46 Commando
- Douglas DC-5
- Lockheed Modelo 18 Lodestar
- Vickers VC.1 Viking
- Saab 90 Scandia

### Secuencias de designación
- Aviones comerciales de Douglas Aircraft Company: Dolphin - DC-1 - DC-2 - DC-3 - DC-4 - DC-4E - DC-5 - DC-6 - DC-7 - DC-8 - DC-9 - DC-10
- Secuencia C-_ (Aviones de Carga del USAAC/USAAF/USAF, 1924-1962): ← C-38 - C-39 - C-40 - C-41/A - C-42 - C-43 - C-44 - C-45 - C-46 - C-47/T - C-48 - C-49 - C-50 - C-51 - C-52 - C-53 - C-54 - C-55 -- C-65 - C-66 - C-67 - C-68 - C-69 - C-70/A/B/C/D - C-71 -- C-81 - C-82 - C-83/A - C-84 - C-85 - C-86 - C-87 →
- Secuencia R_D (Aviones de Transporte de la Armada estadounidense, 1931-1962 (Douglas, 1922-62)): RD - R2D - R3D - R4D/-2/-4 - R5D - R6D
- Secuencia L__ (Transportes de la Armada japonesa): ← L4M - L7P - LXC - LXD/LXD1 - LXF - LXG (KR-2) - LXG →
- Secuencia A_ (Segunda serie de aviones de la RAAF (1935-1963)): ← A28 - A29 - A30 - A30 - A31 - A32 - A33 →